# Vršni dio Ravne gore
Vršni dio Ravne gore este o arie protejată (sit de importanță comunitară — SCI) din Croația întinsă pe o suprafață de 763,92 ha, integral pe uscat.

## Localizare
Centrul sitului Vršni dio Ravne gore este situat la coordonatele 46°17′40″N 16°02′47″E / 46.294465°N 16.046524°E.

## Înființare
Situl Vršni dio Ravne gore a fost declarat sit de importanță comunitară în iulie 2013 pentru a proteja 3 specii de animale.

## Biodiversitate
Situată în ecoregiunea continentală, aria protejată conține 1 habitat natural: Peșteri inaccesibile publicului.
La baza desemnării sitului se află mai multe specii protejate:
- amfibieni (1): izvoraș-cu-burta-galbenă (Bombina variegata)
- nevertebrate (2): Cordulegaster heros, rădașcă (Lucanus cervus)

Pe lângă speciile protejate, pe teritoriul sitului au mai fost identificate 7 specii de plante.